# Julian Dixon
Julian Carey Dixon (Washington, 8 agosto 1934 – Los Angeles, 8 dicembre 2000) è stato un politico statunitense, membro della Camera dei Rappresentanti per lo stato della California dal 1979 al 2000.

## Biografia
Nato a Washington, dopo il college e il servizio militare, Anderson entrò in politica con il Partito Democratico.
Nel 1972 venne eletto all'interno dell'Assemblea di Stato della California, dove portò a termine tre mandati. Nel 1978 si candidò alla Camera dei Rappresentanti per succedere alla deputata Yvonne Brathwaite Burke e riuscì ad essere eletto. Negli anni successivi venne sempre riconfermato dagli elettori, finché nel dicembre del 2000 morì improvvisamente a causa di un attacco di cuore mentre era ancora in carica. Venne succeduto dalla compagna di partito Diane Watson.